# Émile James
Émile James, né le 18 juillet 1899 à Riom (Puy-de-Dôme) et mort le 12 janvier 1992 dans le 15e arrondissement de Paris, est un économiste et universitaire français.

## Biographie
Né le 18 juillet 1899 à Riom dans le département du Puy-de-Dôme, Émile James obtient en 1922 son premier doctorat de droit en sciences économiques, avant d'en recevoir l'année suivant un dans le domaine des sciences juridiques ; cette même année 1923,  il est également diplômé de l’École des sciences politiques de Paris.
De 1923 à 1934, il devient chargé de cours puis professeur à la faculté de droit de Toulouse, avant d'être nommé de 1934 à 1938 professeur à l’École française de droit du Caire puis de 1938 à 1967 professeur à la faculté de droit de Paris. Il fut également de 1943 à 1948 professeur d’économie politique à l’École nationale supérieure des postes et télécommunications, puis de 1948 à 1967 professeur à l'École des hautes études commerciales à Paris.
Il est élu en 1966 au sixième fauteuil de la section d'économie politique, statistique et finances de l'Académie des sciences morales et politiques, dont il devient le président pour l'année 1974.
Il meurt le 12 janvier 1992 dans 15e arrondissement de Paris.

## Distinctions

### Décorations
- Chevalier de la Légion d'honneur (1946)[6].

### Autres
- Docteur honoris causa de l'Université de Salonique[4].

## Publications
- Émile James, L'Adoption d'une monnaie de compte internationale considérée comme un remède à l'instabilité des changes, thèse pour le doctorat (sciences politiques et économiques), Paris, imprimerie-éditions de la « Vie universelle », 1922, 267 p.[7]
- Émile James, La clause « payable en or » et le Cours forcé (étude de jurisprudence française et étrangère), thèse pour le doctorat (sciences juridiques), Toulouse, imprimerie Vve Bonnet, 1924, 211 p.[8]
- Émile James, « Les Formes d'entreprises » in Traité d'économie politique (dir. Henri Truchy), Paris, Recueil Sirey, 1935, 604 p.[9]
- Émile James, Les comités d'entreprises : étude de l'ordonnance du 22 février 1945, Paris, Librairie générale de droit et de jurisprudence, 1945, 163 p.[10]
- Émile James, Histoire des théories économiques, Paris, Flammarion, 1950, 329 p.[11]
- Émile James, Histoire de la pensée économique au XXe siècle, Paris, Presses universitaires de France, 1955, 2 volumes, 711 p.[12]
- Émile James, Histoire sommaire de la pensée économique, Paris, Montchrestien, 1955 (réédité en 1959, 1965 et 1969), 336 p.[13]
- Émile James, Problèmes monétaires d'aujourd'hui, étude des fondements d'une théorie et d'une politique monétaires modernes, Paris, Sirey, 1963 (réédité en 1970), 354 p.[14]
- Émile James, Notice sur la vie et les travaux de Louis Baudin (1887-1964) lue dans la séance du 19 décembre 1966 de l'Académie des sciences morales et politiques, Paris, imprimerie Firmin-Didot et Cie, 1966, 20 p.[15]

### Sources
- Marcel Boiteux, Notice sur la vie et les travaux d’Émile James (1899-1992) lue durant la séance du 25 octobre 1994 de l'Académie des sciences morales et politiques, Paris, Institut de France, 1994, 23 p.